# Иван II Горјански
Иван II Горјански или Иван II Ботош (умро после 1338) је био утемељивач ботошке гране породице Горјански.

## Биографија
Иван II Горјански је био син Стефана I Горјанског. Имао је двојицу браће, Павла и Андрију. Павле је оснивач банске, а Андрија палатинске гране породице Горјански. Иван се у изворима јавља од 1314. године. Спомиње се у бројним документима до 1338. године. Углавном су то поседовне парнице које је имао са браћом и суседима. Поседи су му се налазили у Вуковској и Бачкој жупанији, као и у жупанијама Шомођ, Тамишкој и Арадској жупанији. Иван је имао сина Андрију.